# Ковељ
Ковељ (укр. Ковель) град је у Украјини, у Волињској области. Према процени из 2012. у граду је живело 68.648 становника.

## Становништво
Према процени, у граду је 2012. живело 68.648 становника.
| 1979.  | 1989.  | 2001.  | 2012.  |
| ------ | ------ | ------ | ------ |
| 48.916 | 67.005 | 66.401 | 68.648 |

## Партнерски градови
- Валсроде
- Барзингхаузен
- Хелм